# Selim Temo
Selim Temo (* 27. April 1972 in Mêrîna, Batman) ist ein kurdischer Schriftsteller, Poet, Akademiker und Übersetzer aus der Kurdistan.

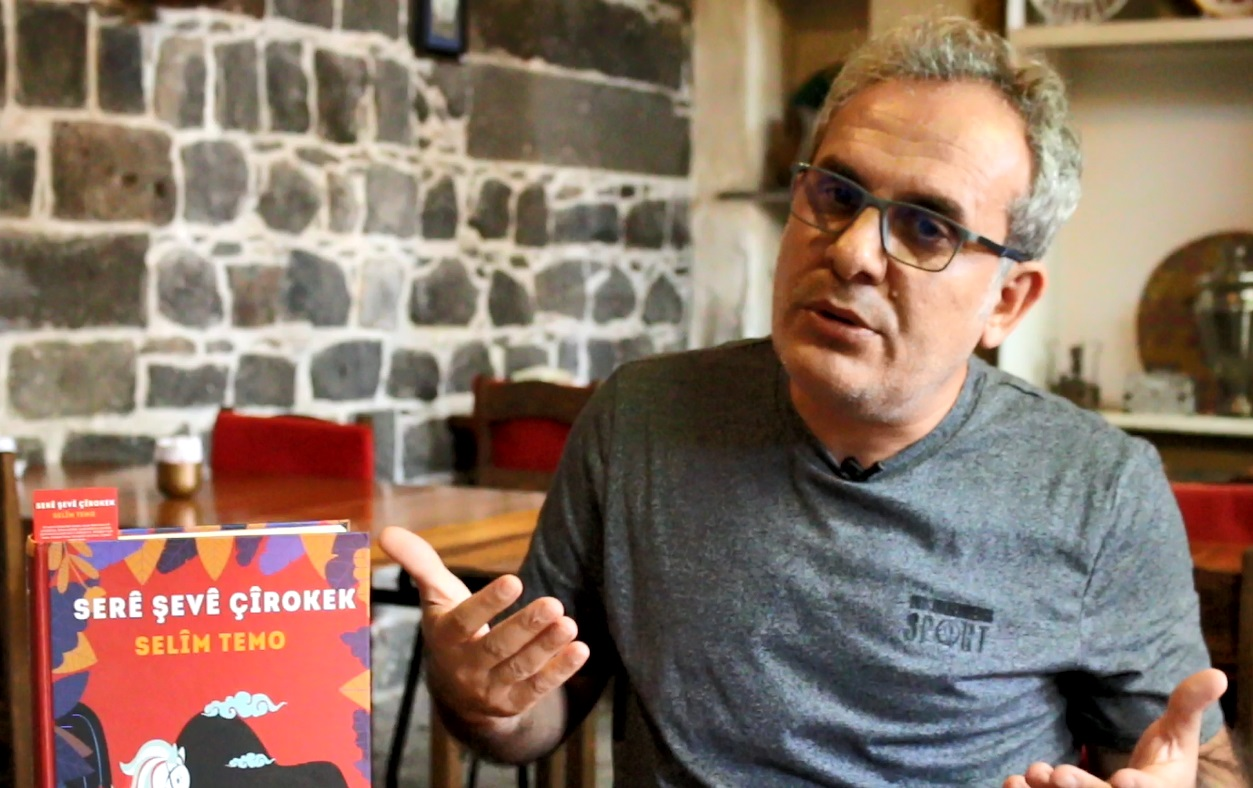
Selim Temo stellt sein Buch vor (2019)

Sein vollständiger Name ist Selim Temo Ergül. Er wurde am 27. April 1972 im Dorf Mêrîna in Batman geboren. Er absolvierte seine Grundschulausbildung in seinem Heimatdorf und seine Sekundarschulausbildung in Batman. Im Jahr 2000 schloss er sein Studium an der Fakultät für Sprache, Geschichte und Geografie der Universität Ankara mit einem Abschluss in Sozialanthropologie und Ethnologie ab. Seinen Master machte er an der Abteilung für türkische Literatur der Bilkent-Universität mit einer Arbeit über „Die Literarisierung des Körpers in der Dichtung von Cemal Süreya“ (2003). Am selben Institut promovierte er mit einer Arbeit über „Die Provinz in der türkischen Dichtung: 1859-1959“ (2009). Er war als Assistenzprofessor an der Mardin Artuklu Universität tätig. Er leitete lange Zeit die Bemühungen zur Gründung der ersten Abteilung für kurdische Sprache und Literatur in der Türkei. Als jedoch YÖK (Rat für Hochschulbildung) anstelle dieser Abteilung ein Institut für Lebende Sprachen in der Türkei und eine Abteilung für kurdische Sprache und Kultur genehmigte, trat er aus der Gründungsgruppe zurück. Im Jahr 2011 arbeitete er als Gastdozent am Centre for Kurdish Studies der Universität Exeter (England). Von der Hrant Dink Stiftung wurde er als einer der „Lichtgestalten“ des Jahres 2011 gefeiert, die „mit kleinen Schritten an verschiedenen Orten der Welt die Hoffnung auf die Zukunft mehren“. Selim Temo schrieb von Oktober 2013 bis Oktober 2014 Kolumnen für die Zeitung Radikal, von 2017 bis 2019 für Duvar, 2020 für Xwebûn und seit Januar 2025 für die Zeitung Nûpel. Er arbeitete an der Abteilung für türkische Sprache und Literatur an der Mardin Artuklu Universität. Im Dezember 2016 erhielt Ergül den ersten Dozententitel im Bereich kurdische Sprache und Literatur mit seiner Dissertation „Ferner Nachbar: Beziehungen zwischen kurdischer und türkischer Dichtung“. Am 6. Januar 2017 wurde er mit dem Dekret Nr. 679 von der Universität entlassen. Von 2020 bis 2021 arbeitete Selim Temo an der Paul Valéry Universität in Montpellier, Frankreich, und ist derzeit an der TU Dortmund tätig. Seine Gedichte und Schriften wurden ins Deutsche, Aserbaidschanische, Baskische, Dänische, Armenische, Persische, Flämische, Französische, Englische, Spanische, Italienische, Japanische, Kurdische (Kurmandschi, Sorani, Zazaki) und Türkische übersetzt. Seine Gedichte wurden von Musikern wie Cemîl Qoçgirî, Mem Ararat, Mirady und Yunus Dişkaya vertont.

## Werke
- O, Deniz ve İntihar (Theaterstück, 1994)
- Ah! Tamara (Gedichtband, 1995)
- Kırgın Nehirler Meseli (Gedichtband, 1997)
- Çiftlere Cinayet Dersleri (Roman, 1998)
- Uğultular (Gedichtband, 2000)
- Kürt Şiiri Antolojisi (Anthologie; Kurdisch-Türkisch, 2 Bände, 2007)
- Türk Şiirinde Taşra (Literaturtheorie, Türkisch, 2011)
- Jübile (Gesammelte Gedichte, Türkisch, 2011)
- Sê Deng (Drei Stimmen) (Gedichtband, Kurdisch, 2011)
- Ruhun Bedeni (Zeitungsartikel, Türkisch, 2014)
- Uzak Komşu: Kürt ve Türk Şiiri İlişkileri (Studie-Theorie, Türkisch, 2015)
- Keştîya Bayê (Windschiff) (Gedichtband, Kurdisch, 2016)
- Mem ile Zin - Ehmedê Xanî (Übersetzung ins Türkische, Gedicht, 2016)
- Horasan Kürtleri (Forschungsarbeit, 2018)
- Serê Şevê Çîrokek (Eine Gutenachtgeschichte) (Kurdische und Weltmärchen, Kurdisch, 2019)
- Pûnga li Bajêr (Der Wind in der Stadt) (Gedichtband, Kurdisch, 2021)
- 112 Hesp û Xezelek (112 Pferde und Ghaselen) (Gedichtband, Kurdisch, 2023)
- Hilbe Kobanî (Erhebe dich, Kobanî) (Poetisches Theater, Kurdisch, 2025)
- Nightlands (Ausgewählte Gedichte, ins Englische übersetzt, 2023)

### Übersetzungen vom Kurdischen ins Türkische
- Fawaz Husên: Amidabad: Göç, Çocuk ve Irmak (Migration, Kind und Fluss) (2004)
- Firat Cewerî: Solgun Romans (Blasser Roman) (2005)
- Mehmed Uzun:    * Sen (Du) (2006)     * Abdalın Bir Günü (Ein Tag eines Derwischs) (2005)     * Yaşlı Rindin Ölümü (Der Tod des alten Rind) (2006)     * Yitik Bir Aşkın Gölgesinde (Im Schatten einer verlorenen Liebe) (2006; nachdem diese Übersetzung 3 Auflagen hatte, kehrte der Verlag zu den alten Übersetzungen zurück)     * Aşk Gibi Aydınlık Ölüm Gibi Karanlık (Hell wie die Liebe, dunkel wie der Tod) (2006; nachdem diese Übersetzung 3 Auflagen hatte, kehrte der Verlag zu den alten Übersetzungen zurück)
- Ne ba min siwar dike ne ax min peya dike (Weder der Wind lässt mich aufsteigen, noch die Erde absteigen) (2014; er übersetzte die Gedichte von Mueyed Teyib aus dem arabischen Alphabet in das lateinische Alphabet)
- Kar ve Ateş (Schnee und Feuer) (Gedicht, Übersetzung der kurdischen Gedichte von Mueyed Teyib, 2016)

## Preise
- 1997 den Gedichtspreis Yaşar Nabi Nayır Ödülü
- 1998 den Romanpreis Halkevleri Ödülü

| Personendaten    | Personendaten                                              |
| ---------------- | ---------------------------------------------------------- |
| NAME             | Temo, Selim                                                |
| KURZBESCHREIBUNG | kurdischer Schriftsteller, Poet, Akademiker und Übersetzer |
| GEBURTSDATUM     | 27. April 1972                                             |
| GEBURTSORT       | Mêrîna, Batman, Türkei                                     |